# Amata sala
Amata sala är en fjärilsart som beskrevs av Swinhoe 1902. Amata sala ingår i släktet Amata och familjen björnspinnare. Inga underarter finns listade i Catalogue of Life.